# Новоселля (Володарське сільське поселення)
Новоселля (рос. Новоселье) — присілок у Лузькому районі Ленінградської області Російської Федерації.
Населення становить 38 осіб. Належить до муніципального утворення Володарське сільське поселення.

## Історія
Згідно із законом від 28 вересня 2004 року № 65-оз належить до муніципального утворення Володарське сільське поселення.

## Населення
| 1838 | 1862 | 1885 | 1958 | 1997 | 2007 | 2010 |
| ---- | ---- | ---- | ---- | ---- | ---- | ---- |
| 128  | ↗142 | ↗200 | ↘139 | ↘49  | ↘41  | ↘38  |